# 怪美的
〈怪美的〉（英語：Ugly Beauty）是臺灣歌手蔡依林的歌曲，收錄於其第14張原創錄音室專輯《Ugly Beauty》。該歌曲由吳青峰作詞、Rhys Fletcher、楊宥閑、Richard Craker、蔡依林、陳星翰和洪筠惠作曲，陳星翰和蔡依林製作。該歌曲作為專輯單曲於2018年12月21日由凌時差音樂發行。
該歌曲的MV入圍第30屆金曲獎最佳音樂錄影帶獎，陳星翰和蔡依林憑藉該歌曲入圍最佳單曲製作人獎。

## 背景
2018年3月1日，蔡依林在Instagram透露前往泰國Karma Sound Studios和Richard Craker、Rhys Fletcher、楊宥閑合作。同月14日，她出席「台北米其林指南2018晚宴」時表示已開始挑選新專輯主打歌。
同年5月15日，接受中國版《尼龍》雜誌專訪時，蔡依林表示新專輯收錄11首歌，已完成其中四首錄製，並形容新專輯為「最誠實專輯」。同年6月12日，蔡依林表示新專輯曲風多樣，包含未曾嘗試的風格，經紀人王永良補充完成度約五成，預計年底發行。同月24日，她接受QQ音樂《樂見大牌》節目專訪，透露專輯將收錄自創作品，依然以舞曲為主。
同年9月12日，媒體報導新歌MV已進入拍攝前置階段。同年10月4日，王永良表示專輯錄製預計當月完成，並將於翌月開始拍攝封面及MV。同月13日，蔡依林於「台北時裝週」透露專輯將於12月發行。同年11月12日，蔡依林於新浪微博公布已完成專輯錄製。

## 創作和錄製
〈怪美的〉由吳青峰填詞，蔡依林透露曾讓吳青峰四度修改歌詞，吳青峰表示蔡依林對音樂的要求日益提高，且是基於自我內在標準而非他人眼光。
該曲由蔡依林參與作曲，她表示在自由創作過程中，探索出令自己感動的聲音，並和不同創作團隊合作，透過多元語言表達音樂意圖。歌曲融合多種音樂元素及背景和聲，如嘴唇摩擦聲、強烈鼓打貝斯及後半段饒舌點綴。
蔡依林為該曲製作人之一，並指出此曲為專輯中製作時間最長作品，因在錄音室反覆嘗試不同音色而多次推翻重錄。

## 音樂影片
2018年12月4日，蔡依林透露該歌曲的MV將於同月21日發布。同月19日，她通過新浪微博發布道歉啟事，表示MV將延遲至同月26日發布。同月21日，蔡依林發布該歌曲的歌詞版MV，該MV由周啟民和余靜萍共同執導。
同月26日，蔡依林發布該歌曲的MV，由陳奕仁執導，主題為「蔡依林審判蔡依林」，呈現過去和現在的自我和解，並回顧其出道以來的「黑歷史」。該MV耗資新臺幣1500萬元，為蔡依林出道以來成本最高的作品。MV發布首週，獲得臺灣YouTube發燒影片排行榜週榜第一名、音悅V榜MV作品榜港台篇週榜第一名、及Bilibili全站排行榜週榜第一名。
2019年1月1日，蔡依林在Facebook專頁發布該歌曲的舞蹈版MV。

## 商業表現
該單曲首日即登上馬來西亞、臺灣、中國大陸等地數位歌曲排行榜第一名，並在菲律賓、香港、新加坡等地數位歌曲排行榜進入前十名。2019年1月4日，〈怪美的〉登上中國公告牌音樂單曲榜週榜冠軍，為該榜單開榜以來首支冠軍單曲。同月31日，該曲獲臺灣Hit FM年度百首單曲第一名，蔡依林因此成為該榜冠軍次數最多的歌手。

## 評價
《新京報》認為，〈怪美的〉採用碎片式直白表達，打破流暢的電子舞曲風格，旋律不具傳唱性，融合節奏藍調和嘻哈風格，彷彿刻意設置障礙。然而他指出，蔡依林並未停留於表層的自嘲，而是直接撕下與其形象緊密相連的標籤，展現持續探索華語流行音樂可能性的企圖。
唱工委音樂獎表示，該作在詞曲、演唱及樂手掌控上具深度，透過和聲、副旋和律動協助情感表達，增添創意可能。評價亦指出，單曲製作不受歌曲數量和概念完整性限制，可集中資源於單一作品，使音樂人透過多次發表尋找不同的表演方式。關於MV，評價認為其在理解音樂表達基礎上，透過視覺手法適切呈現作品情感，具補充和延伸作用。

## 獎項
2019年5月15日，第30屆金曲獎公布入圍名單，歌曲〈怪美的〉的MV入圍最佳音樂錄影帶獎，陳星翰和蔡依林憑藉該歌曲入圍最佳單曲製作人獎。同年6月2日，該曲獲得2019年Hito流行音樂獎十大華語歌曲和2018年度百首單曲冠軍。同年7月31日，該歌曲獲得第三屆唱工委音樂獎最佳編曲、最佳單曲製作，MV獲得最佳音樂錄影帶。同年8月30日，該歌曲獲得2019年全球華人歌曲排行榜年度金曲。同年12月14日，獲得第13屆音樂盛典咪咕匯年度10大金曲。

## 現場表演
2018年12月31日，蔡依林參加江蘇衛視舉辦的「2019江蘇衛視跨年演唱會」，演唱歌曲〈怪美的〉。2019年1月5日，參加錄製臺視舉辦的「2019超級巨星紅白藝能大賞」，演唱〈怪美的〉。同月26日，參加「第14屆KKBox風雲榜頒獎典禮」，演唱〈怪美的〉。同年4月5日，參加愛奇藝綜藝節目《青春有你》，並和管櫟、嘉羿、孫澤霖、馮俊傑、連淮偉合唱〈怪美的〉。同月11日，參加湖南衛視綜藝節目《歌手2019》，並和吳青峰合唱〈怪美的〉。
同年6月29日，參加「第30屆金曲獎頒獎典禮」，演唱〈怪美的〉。同年8月30日，參加「2019愛奇藝尖叫之夜·華人歌曲音樂盛典晚會」，演唱〈怪美的〉。同年11月10日，參加「蘇寧易購11.11嗨爆夜」，演唱〈怪美的〉。同年12月14日，參加「第13屆音樂盛典咪咕匯」，演唱〈怪美的〉。同月23日，參加錄製中央廣播電視總台舉辦的「啟航2020中央廣播電視總台跨年盛典」，演唱〈怪美的〉。

## 排行榜
| 排行榜（2018年—2019年） | 最高排名 |
| ----------------------- | -------- |
| 中國大陸（告示牌）      | 1        |
| 中國大陸（騰訊）        | 5        |

## 幕後人員
- 鄭人豪—執行製作
- 馬毓芬—和聲編寫、和聲
- 蔡依林—和聲
- 陳振發—和聲錄音師
- 陳文駿—錄音師
- 強力錄音室—錄音室
- Luca Pretolesi（英语：Luca Pretolesi）—混音工程師
- Scott Banks—混音助理工程師
- Andy Lin—混音助理工程師
- Studio DMI—混音工作室

## 發行歷史
| 地區 | 日期           | 格式              | 經銷商     |
| ---- | -------------- | ----------------- | ---------- |
| 全球 | 2018年12月21日 | 數位下載 串流媒體 | 凌時差音樂 |

## 外部連結
- YouTube上的〈怪美的〉（MV幕後花絮）
- YouTube上的〈怪美的〉（第30屆金曲獎現場表演）